# Daphnandra apatela
Daphnandra apatela, llamado localmente socketwood, light yellowwood o canary socketwood es un árbol común del bosque lluvioso en el este de Australia. Crece en los suelos fértiles aluviales y en los basálticos. Se distribuye desde las  Montañas Watagans (31° S) en Nueva Gales del Sur hasta la localidad de Miriam Vale (24° S) cerca del poblado de Gladstone en Queensland.

## Nombre y taxonomía
Un miembro de la familia Atherospermataceae  de la antigua Gondwana. Anteriormente considerada como Daphnandra micrantha. Recientemente se ha considerado una especie separada, como lo publicó Richard Schodde. El nombre genérico Daphnandra se refiere a similitud de las anteras del laurel común. El griego daphne hace mención al laurel común, and andros es para hombre.

## Descripción
Es un árbol de talla mediana a grande, a veces excediendo los 40 metros de altura con un diámetro en el tronco de hasta 75 cm. Las ramas horizontales le dan una densa corona. La base del tallo es a veces rebordeada, pero no ensanchada. La corteza es gris y algo áspera, con las protuberancias levantadas corchosas. La corteza contiene alcaloides los cuales tienen un efecto similar a la estricnina, aunque más suaves. Las ramas pequeñas están cubiertas por vellos suaves, aplanados cuando se unen a las ramas principales. Una articulación de tipo enartrosis donde las ramillas se unen al tallo central.

### Hojas
Las hojas muestran aproximadamente 20 dientes de cada lado. La base de la hoja no es dentada. Las hojas miden de 3 a 8 cm de largo y 1.5 a 4 cm de ancho. La vena central está levantada o aplanada en el haz, elevada en el envés. La nervadura de la hoja es más evidente en el envés. De 2 a 7 venas laterales se forman desde la vena central a cada lado. El tallo verde de la hija mide de 3 a 8 mm de largo. Las hojas opuestas en el tallo.

### Flores y fruto
Florece desde septiembre a octubre, de color blanco en pequeñas panículas. Las flores miden 8 mm de diámetro en cortos tallos. El fruto es una cápsula, cubierta de pequeños vellos cafés. Tiene forma de huevo, redonda o a veces asimétrica. De 12 - 25 mm de largo. El fruto madura de diciembre a febrero, o y tan tarde como mayo. La regeneración de la semilla fresca produce una tasa de éxito del 10% después de 24 días.

## Taxonomía
Daphnandra apatela fue descrito por Richard Schodde  y publicado en Flora of Australia 2: 455. 2007.
Etimología
Daphnandra: nombre genérico que se refiere a la similitud de las anteras con el laurel común. El griego daphne alude al laurel común, y la palabra andros significa hombre.
apatela epíteto que viene del griego "merecer", debido a la similitud con Daphnandra micrantha. Una característica donde las ramas se encuentran con el tronco principal, pareciendo una cavidad de articulación.